# Le convenienze ed inconvenienze teatrali
Le convenienze ed inconvenienze teatrali és una òpera de Gaetano Donizetti sobre llibret de Domenico Gilardoni. L'obra, anomenada "farsa en un acte", va ser estrenada al Teatre Nouvo de Nàpols el 21 de novembre de 1827 amb el títol Le convenienze teatrali, amb Gennaro Luzio, obtenint un bon èxit.

## Context
L'any 1794 es va estrenar una obra teatral en un acte amb el títol de Le convenienze teatrali, del dramaturg Antonio Simeone Sografi. A aquesta obra hi són els personatges de l'òpera de Donizetti: Daria (en l'òpera de Donizetti té com a nom Corilla), Procolo, Empresari, Cavaliere (en comptes de l'Inspector), Guglielmo (amb un cognom diferent del de l'òpera de Donizetti), Luisa (en comptes de Luigia), Agata, Gennaro (en comptes de Biscroma). Uns anys més tard, en 1803, aquesta farsa va servir d'argument per a l'òpera homònima amb música de Pietro Carlo Guglielmi. Es van suprimir personatges de l'obra teatral. L'any 1806 es va representar una segona versió d'aquesta òpera de Guglielmi, tornant a incorporar al tenor alemany, que no hi era a la versió anterior.
Amb aquests precedents Domenico Gilardoni va proporcionar el llibret de l'òpera a Donizetti. L'obra va tenir tres versions, la primera, en un acte i sota el títol de Le convenienze teatrali, es va estrenar el 21 de novembre de 1827. La segona versió, en dos actes, va tenir la seva primera representació al Teatre de la Canobbiana de Milà el 20 d'abril de 1831. Aquesta versió va incorporar parts tretes de l'obra de Sografi, ja sota el títol de Le convenienze ed inconvenienze teatrali. La tercera versió, un altre cop en un acte, es va estrenar a Nàpols el 26 de setembre del mateix any.
El dia 1 de febrer de 1837 va ser estrenada al Teatre Nacional de São Carlos de Lisboa i el 18 de maig de 1843 al Teatre Comunal de Bolonya, amb Domenico Cosselli.
Al Teatre La Fenice de Venècia la primera representació va tenir lloc en 1970, amb Anselmo Colzani i Giorgio Zancanaro. S'ha representant recentment sota el títol de Viva la mamma. De les presentacions amb aquest títol es recorden sobretot les interpretacions de Montserrat Caballé (Corilla) i Joan Pons (mamma Agata). La simpatia de l'obra és deguda a l'ús freqüent al llarg de l'obra original de l'idioma napolità, parts que després el mateix Donizetti va passar a l'italià en una versió posterior, i al singular personatge de mamma Agata, un rar cas de travesti musical invers (una veu masculina que interpreta un rol femení, freqüent als inicis del barroc).

## Personatges i intèrprets de l'estrena
| Personatge                                | Tessitura    | Intèrpret estrena 21 de novembre de 1827 (Director:-) |
| ----------------------------------------- | ------------ | ----------------------------------------------------- |
| Corilla Scortichini, prima donna          | soprano      | Fanny Corri-Paltoni                                   |
| Mamma Agata, mare de Luigia               | baix-baríton | Gennaro Luzio                                         |
| Guglielmo Antolstoinoloff, tenor alemany  | tenor        | Giuseppe Giordano                                     |
| Procolo Cornacchia, espòs de Corilla      | baríton      | Cesari Badiali                                        |
| Luigia Scannagalli, segona donna          | soprano      |                                                       |
| Dorotea Frescopane, músic                 | contralt     |                                                       |
| Biscroma Strappaviscere, compositor       | baríton      |                                                       |
| Prospero Salsapariglia, poeta llibretista | baix         | Vicenzo Galli                                         |
| L'Empresari                               | baríton      |                                                       |
| Inspector, director general d'espectacles | baix         |                                                       |

## Argument
Lloc: Un petit teatre a la ciutat de Brozzi
Època: principis del segle xix

### Acte I
Escena 1 - L'escena s'inicia quan s'assaja una òpera seria. A l'escena són Corilla, Procolo, Luigia, Dorotea, Prospero, Guglielmo, l'Empresari, el músic Biscroma i alguns coristes, assajant amb un piano: Cori, attenti e a tempo entrate. Els cantants, Corilla, Dorotea, Luigia i Giuglielmo, demanen al compositor Biscroma i al poeta Prospero peces virtuoses a l'obra. Aquests afirmen no voler cedir.
Escena 2 - Marxa el cor. Guglielmo canta una cavatina de l'obra, Ah! tu mi vuoihi?, davant l'admiració del compositor i de l'empresari. Corilla reclama que li facin un rondó consistent, perquè si no ho és no cantarà l'obra. Arriba Agata.
Escena 3 - L'empresari mostra el rètol de l'obra. Agata arriba per reclamar per la seva filla Luigia: cavatina Di questa azion devi pagare il fio. Mascalzoni! sfaccendati! Més tard, l'empresari llegeix el títol de l'obra: Romolo ed Ersilia. Procolo demana que es tituli Ersilia e Mommolo, per tal de fer passar al capdavant la seva dona Corilla. Dorotea protesta, el títol ha de romandre tal com s'ha imprès. El poeta reclama que el primer nom sigui el de la dona, per tradició. Ha arribat el moment de decidir quina serà la prima donna de l'obra. Agata exigeix que sigui Luigia, però l'empresari anuncia el nom de Corilla Fiorilla Petronilla Scortichini. Dorotea farà del músic, i el primer tenor, llegeix l'empresari: Guglielmo Antolonoff. Aquest corregeix el seu cognom, ell és Antolstoinoloff. Tots s'afanyen a fer comentaris divertitsz sobre el cognom.
Escena 4 - Procolo comença cantant la seva ària Noi pasticceri, noi?... Povera gente. En ella defensa la seva dona Corilla. Agata, en acabar l'ària de Procolo -que marxa, igual que l'empresari-, reclama el duet que han de cantar Corilla i la seva filla Luigia. Aquesta demanda far emprenyar el músic, ja fart de tantes demandes: Eh, andate al diavolo! Marxen el músic i Luigia, romanen a escena Corilla i Agata.
Escena 5 - Corilla indica a Agata que ella es nega a cantar el duet amb Luigia. Inicien justament un duet entre elles: (Corilla) Ch'io canti un duetto; con chi?... con tua figlia? (Agata) Evviva la Pasta, la Storchio, la Patti! Marxen totes dues.
Escena 6 - Entren l'empresari, Prospero i Procolo. Comenten que el tenor vol marxar, enfurismat pels menyspreus a costa del seu cognom. Procolo diu que el substituirà. Marxa Procolo.
Escena 7 - Entra Agata, per dir a l'empresari que Dorotea marxa de l'obra, però que ella, Agata, està disposada a cantar la part de Dorotea.
Escena 8 - Entren Guglielmo, que encara no ha marxat, i el músic Biscroma. Agata reclama al compositor el duet de Corilla i Luigia, i aquest comenta que el porta escrit. S'afanyen a assajar-ho els presents, en un tercet: Per me non trovo calma, per te non trovo pace. Guglielmo s'espanta de la veu d'Agata, i ara sí que vol marxar de l'obra. Al llarg de la baralla entre ambdós van estripant la partitura. Marxa Guglielmo.
Escena 9 - Entre l'empresari. S'adona que el tenor ha fugit, i llavors intenta refer els papers de l'obra: Agata serà el músic i Procolo el tenor. Aquest entra a escena. Tots es disposen a assajar una escena de l'obra.
Escena 10 - Agata inicia l'escena llegint una carta: Livorno 10 aprile. Els noms que apareixen a la carta són els dels cantants, no pas els dels personatges de l'obra que assagen. Comença una discussió entre tots.
Escena 11 - Apareix l'inspector. Arriba disposat a endur-se a presó als que es barallen. Entren uns soldats i prenen Procolo i després Agata. Marxen tots, final de l'acte.

### Acte II
Escena 1 - En escena l'empresari i Agata. Duet Senza tanti complimenti (Empresari), A quattr'occhi in confidenza (Agata).
Escena 2 - Marxa Agata i entra Propero. El poeta es queixa de que el cor ha canviat la lletra d'uns versos per tal de fer mofa de Procolo.
Escenes 3 i 4 - Entren Agata i Luigia, després Biscroma, Procolo i Corilla. Aquests dos últims marxen al final de l'escena 4. Ambdues escenes contenen frases sense interès argumental.
Escena 5 - Biscroma i Agata assagen la romança que ha de cantar Agata. Paròdia delirant de la "cançó del salice" de l'Otello rossinià: Assisa a piè d'un salice es converteix en Assisa a piè d'un sacco.
Escena 6 - Torna Corilla. Ara és el torn de l'assaig de l'ària de bravura de la prima donna, la qual, segons la partitura, canta una ària al seu gust, no indicada al llibret ("Qui Corilla canta un'aria di bravura a suo piacere"). Marxen Agata i Luigia.
Escena 7 - És l'escena de la marxa triomfal. Procolo es veu obligat a substituir al tenor en la part de Romolo, i espatlla totes les parts: Viva il gran Romolo di schiera eletta (Cor), Son guerriero e sono amante... (Procolo). Biscroma acaba per insultar Procolo.
Escena 8 - Marxa fúnebre, mentre Procolo canta Vergine sventurata, giunto è l'estremo istante. Després Corilla pretén cantar la seva part, intentant imposar-se als altres, per tal d'anar a descansar. Tot seguit discuteixen de com faran les cortines al final de l'obra, si sortiran tots junts o un per un. Un altre entrebanc, una altra discussió, que fa que l'empresari torni a queixar-se del seu infortuni: Ecco nato un altro intoppo che girar ci fa la testa. Entra l'inspector, i anuncia que a causa de la fugida del tenor i de la contralt s'ha decidit no donar suport econòmic a l'empresari, i que no hi haurà funció. Concertant final, que acaba amb tots abandonat l'escena, tret de l'empresari, absolutament desesperat: Sono perduto... Son rovinato!

## Estructura musical
- Obertura

### Acte I
- Introducció "Cori, attenti e a tempo entrate" (Biscroma, Corilla, Procolo, Luigia, Dorotea, Prospero, Guglielmo, Prospero)
- Ària de Guglielmo "Ah! Tu mi vuoihi?"
- Cavatina d'Agata "Mascalzoni! Sfaccendati!" (Agata, Biscroma)
- Ària de Procolo "Noi pasticceri, noi?..."
- Duet Corilla-Agata "Ch'io canti un duetto"
- Tercet Guglielmo-Agata-Biscroma "Per me non trovo calma"
- Final acte 1 "Livorno 10 Aprile" (Agata, Luigia, Prospero, Biscroma, Procolo, Corilla, Inspector)

### Acte II
- Duet Impresario-Agata "Senza tanti complimenti"
- Romança d'Agata "Assisa a piè d'un sacco"
- Marxa triomfal "Viva il grande Romolo" (Cor, Procolo)
- Marxa fúnebre "Vergine sventurata" (Procolo)
- Final acte 2 "Ecco nato un altro intoppo - Nell'aria si avanza" (Prospero, Agata, Luigia, Corilla, Prospero, Procolo, Biscroma, Inspector, Cor)

## Àries famoses
- E puoi goder, tiranno cavatina de Corilla
- Mascalzoni! Sfaccendati! ària de Mamma Agata
- Ch'io canti un duetto duet Corilla i Mamma Agata
- Livorno, 10 aprile, concertant final de l'acte 1
- Assisa a piè d'un sacco ària de Mamma Agata
- Final acte 2 (Marxa triomfal - Marxa fúnebre i cor Ecco nato un altro intoppo)

## Discografia
| Any  | Papers (Corilla, Procolo, Luigia, Agata, Prospero, Biscroma, Guglielmo)                                              | Director, Orquestra i Cor | Segell                                                                             |
| ---- | --- | --- | ---------------------------------------------------------------------------------- |
| 1963 | Mariella Adani, Giorgio Tadeo, Alberta Gonzales, Renato Capecchi, Paolo Pedani, Paolo Montarsolo                     | Bruno Rigacci Orquestra i Cor de l'Angelicum de Milà                                                                                    | LP: E. J. Smith EJS 296 (1964)                                                     |
| 1970 | Daniela Mazzucato, Giorgio Zancanaro, Marisa Salimbeni, Anselmo Colzani, Gianluigi Colmagro, Alessandro Maddalena    | Jesús López Cobos Orquestra i Cor del Gran Teatre La Fenice de Venècia                                                                  | LP: Raritas OPR 410                                                                |
| 1972 | Lissa Gray, Peter Lyon, Rosemary Williams, Michael Aspinall, Paschal Allen, Wyndham Parfitt                          | Piano (Enregistrament d'un espectacle en anglès sota el títol de Viva la mamma)                                                         | LP: Voce Records 5                                                                 |
| 1976 | Daniela Mazzucato, Alberto Rinaldi, Alberta Valentini, Giuseppe Taddei, Leo Nucci, Federico Davia                    | Carlo Franci Orquestra i Cor de l'Òpera del l'Estat de Viena (enregistrat al Theater am Kornmarkt de Bregenz al Festival de Bregenz)    | CD: Bella Voce BLV 107232                                                          |
| 1981 | Daniela Dessì, Franco Sioli, Lauretta Perasso, Simone Alaimo, Armando Ariostini, Giuseppe Lamazzi, William Matteuzzi | Antonello Allemandi Orquestra Simfònica Estense i Cor del Teatre de l'Òpera Giocosa de Gènova                                           | LP: Ars Nova AVST 36222 CD: Ars Nova ACDAN 2165 Sarx SXAM 2021                     |
| 1990 | Maria Angeles Peters, Roberto Scaltriti, Susanna Rigacci, Domenico Trimarchi, ?, ?                                   | Bruno Rigacci Orquestra Simfònica de l'Emilia Romagna "Arturo Toscanini" i Cor del Teatro Rossini de Lugo                               | CD: Bongiovanni GB 2091/92-2 (inclou també Betly)                                  |
| 1995 | Maria Costanza Nocentini, Alberto Noli, Cristina Rubin, Bruno De Simone, Enrico Turco, Mario Utzeri                  | Fabrizio Maria Carminati Orquestra dei Pomeriggi Musicali i Cor del Teatre Donizetti de Bèrgam (en directe)                             | CD: BMG Ricordi 74321 40587-2 (1997) Ricordi RFCD 2026.1 (distribució Agorá, 1999) |
| 2000 | Luciana Serra, Maurizio Leoni, Sabrina Vitali, Andrea Concetti, Giuseppe Nicodemo, Enrico Marabelli                  | Enrique Mazzola Royal Northern College of Music Orchestra i Coral Poliziana (en directe al Teatre Poliziano de Montepulciano)           | CD: Kicco Classics 65 VHS: OperaUniverse OU 9001                                   |
| 2002 | Adelaide Negri, Roberto Falcone, Virginia Videla, Leonardo López Linares, Mario De Salvo, Pablo Toyo                 | Susana Frangi Orquestra i Cor de Cambra de la Casa de la Òpera de Buenos Aires (cantat en italià i castellà)                            | CD: New Ornamenti NOM 201-2 DVD: New Ornamenti DNO 309                             |
| 2009 | Jessica Pratt, Simon Bailey, Aurora Tirotta, Vincenzo Taormina Jong Min Park Christian Senn Leonardo Cortellazzi     | Marco Guidarini Orquestra i Cor de l'Acadèmia del Teatre La Scala Direcció: Antonio Albanese Enregistrat en directe a l'octubre de 2009 | DVD: Bel Air Classiques BAC0631 DVD Arxivat 2016-08-11 a Wayback Machine.          |
| 2010 | Donata D'Annunzio, Enrico Maria Marabelli, Stefania Donzelli, Paolo Bordogna, Daniele Girometti, Domenico Colaianni  | Vito Clemente Orquestra Simfònica G. Rossini (en directe al Teatre de la Fortuna de Fano)                                               | DVD: Bongiovanni AB 20016                                                          |